# Unione Internazionale delle Guide e Scouts d'Europa - Federazione dello Scautismo Europeo
L’UIGSE-FSE, Unione Internazionale delle Guide e Scouts d'Europa - Federazione dello Scautismo Europeo è un'organizzazione scout europea che coordina le equivalenti associazioni nazionali che si riconoscono nella Carta dello Scautismo Europeo.

## Unione internazionale delle guide e scouts d'Europa
Al di sopra delle frontiere nazionali, lo scopo della UIGSE-FSE è quello di creare una comunità di vita dei giovani dei differenti paesi d'Europa. Essa intende contribuire ad una presa di coscienza della comunità europea, sviluppando contemporaneamente una cultura di tutti i valori nazionali che rappresentano le molteplici forme di espressione del patrimonio comune.
L’UIGSE-FSE riunisce associazioni di confessione cattolica e accoglie, in uno spirito di apertura ecumenica inseparabile dalla speranza di un ritorno all'età spirituale dell'Europa, anche associazioni Riformate o appartenenti alla Chiesa ortodossa. È il caso del Canada, della Germania e della Svizzera (dove sono presenti associazioni o componenti evangeliche) o della Romania e della Russia (dove sono presenti associazioni o componenti della chiesa ortodossa). Ogni Gruppo della FSE appartiene ad una Chiesa Cristiana e accoglie soci di quella confessione.
La UIGSE-FSE è stata riconosciuta:
- dal Pontificio Consiglio per i Laici il 26 agosto 2003 come associazione privata di fedeli di diritto pontificio

dal Consiglio d'Europa
- dal Consiglio d'Europa con statuto partecipativo il 12 marzo 1980

Il movimento è presente in Albania, Austria, Belgio, Bielorussia, Bosnia ed Erzegovina, Canada, Francia, Germania, Irlanda, Italia, Lettonia, Lituania, Messico, Paesi Bassi, Polonia, Portogallo, Regno Unito, Repubblica Ceca, Romania, Russia, Slovacchia, Spagna, Stati Uniti d'America, Svizzera, Ucraina e Ungheria.
In Italia è presente attraverso l'Associazione Italiana Guide e Scouts d'Europa Cattolici.

## Federazione dello Scautismo Europeo
Con la sigla FSE, i cui aderenti solitamente sono definiti Scout d'Europa, si definiscono sia l'unione su menzionata, sia qualsiasi associazione nazionale aderente all'unione stessa. In effetti l'Unione internazionale non è rappresentata da sue "filiali" nazionali all'interno dei singoli stati, ma da differenti associazioni che si riconoscono nei suoi valori. In particolare in Italia l'FSE è presente attraverso l'Associazione Italiana Guide e Scouts d'Europa Cattolici, conosciuta appunto come FSE-Italia.
Gli aderenti a tale unione rappresentano una federazione alternativa all'Organizzazione Mondiale del Movimento Scout (fondata nel 1922 da Robert Baden-Powell col nome di Boy Scouts International Bureau) e dall'Associazione Mondiale Guide ed Esploratrici (fondata nel 1928 da Baden-Powell e lady Olave).
Al di là di una fallita trattativa per l'entrata in forma autonoma di alcune associazioni nazionali FSE nella Organizzazione Mondiale del Movimento Scout negli anni '90 non vi sono rapporti istituzionali tra le due realtà né riconoscimento reciproco.
La sigla FSE nasce dall'iniziale nome della UIGSE, la quale ha acquisito la sigla attuale per distinguersi da associazioni inizialmente ad essa associate poi distaccatesi (associazione olandese, tedesca e inglese), da allora mantiene la doppia denominazione UIGSE-FSE.

## Associazioni aderenti alla UIGSE-FSE

### Associazioni affiliate

#### Associazioni membri
- Austria - Katholische Pfadfinderschaft Europas - Österreich (KPE-Ö)
- Belgio - Guides et Scouts d’Europe – Belgique / Europascouts en Gidsen Belgie
- Francia
  - Association des guides et scouts d'Europe (AGSE) 
  - Scouts Russes UOGSE-FSE Union Orthodoxe des Guides et Scouts d’Europe
- Germania
  - Evangelische Pfadfinderschaft Europas (EPE, Protestante) 
  - Katholische Pfadfinderschaft Europas (KPE, Cattolica)
- Italia - Associazione italiana guide e scouts d'Europa cattolici (FSE)
- Russia - Зaпадно-Европейский Отдел-Организация Российских Юных Разведчиков (ЗЕО-ОРЮР) - Western-European Division-Organization of Russian Young Scouts (WED-ORYUR)
- Polonia - Stowarzyszenia Harcerstwa Katolickiego - "Zawisza" FSE (SHK Zawisza FSE)  Archiviato il 9 agosto 2020 in Internet Archive.
- Portogallo - Associação das Guias e Escuteiros da Europa - Portugal (AGEEP)
- Romania - Cercetaşii Creştini Români din Federaţia Scoutismu-lui European (ACCR-FSE)  Archiviato il 12 marzo 2015 in Internet Archive. (associazione con una componente cattolica ed una ortodossa)
- Spagna - Asociación de Guías y Scouts de Europa (AGSE)
- Svizzera - Schweizerische Pfadfinderschaft Europas (SPE, tedesco) - Scoutisme Européen Suisse (SES, Francese) - Scautismo Europeo Svizzero (SES, Italiano)
- Lituania - Lietuvos Nacionalinė Europos Skautų Asociacija (LNESA)
- Repubblica Ceca - Asociace Skautek a Skautu Evropy
- Bielorussia - KATALICKIJA SKAUTKI I SKAUTY FSE - BELARUS
- Slovacchia - ZDRUŽENIE KATOLÍCKYCH VODKÝŇ A SKAUTOV EURÓPY NA SLOVENSKU (ZKVSES)
- Ucraina - КАТОLICKIJE SKAUTSVO EVROPI

#### Associazioni a Statuto Particolare
- Canada e Stati Uniti d'America - Federation of Noth-American Explorers
- Canada - Association Evangélique du Scoutisme au Québec

#### Associazioni con status di osservatore
- Albania - Guidat dhe Skautët e Evropës
- Brasile - Exploradores do Brasil - Escoteirismo Católico (ex Associação de Guias e Escoteiros Católicos (AG&E) )
- Irlanda - Guides and Scouts of Europe - Ireland
- Lettonia - Katoļu Gaidu un Skautu Organizācija
- Lussemburgo - Europa Scouten vu Lëtzebuerg
- Paesi Bassi - Europascouts Nederland  Archiviato il 7 luglio 2017 in Internet Archive.
- Regno Unito - Guides and Scouts of Europe - U.K.
- Messico - Movimiento Scout Católico Mexicano (MSCM)  Archiviato il 7 novembre 2017 in Internet Archive.
- Ungheria - Magyarországi Európai Cserkészek (MECS)

#### Associazioni in contatto
- Argentina - Gr  upo Scout San Antonio de Padua
- Bulgaria - СДРУЖЕНИЕ НА ЕВРОПЕЙСКИТЕ РОВЕРИ В БЪЛГАРИЯ - Association of European Rover in Bulgaria (UEARBG)
- Bulgaria - Национална Скаутска Организация на България -National Scout Organization of Bulgaria (NSOB)
- Bulgaria -Католически Скаути-България - Catholic Scouts Bulgaria
- Croazia - Katolički Skauti Europe Hrvatska
- Svezia - FSE Europaspejarna Jakobsberg

### Associazioni fuoriuscite per esclusione, dimissione o scioglimento
- Albania - Udhëhequset dhe Skautistet e Europes - disciolta nel 2013
- Argentina - Federación Asociaciones Diocesanas Scouts Católicos Argentinos (FADiSCA) - hanno firmato un accordo di collaborazione mai entrata a pieno titolo
- Belgio - Association Belge des Guides et Scouts d’Europe (A.B.G.S.E.) - esclusa nel 1980, confluita nel 1994 con la U.I.G.S.E.-B. nella Guides et Scouts d'Europe - Belgique/Europascouts en Gidsen - België
- Belgio - Union Internationale des Guides et Scouts d’Europe – Belgique (U.I.G.S.E.-B.) - nata nel 1980, confluita nel 1994 con la A.B.G.S.E. nella Guides et Scouts d'Europe - Belgique/Europascouts en Gidsen - België
- Bosnia ed Erzegovina - Katolicki Skautizam Europe[2] - disciolta per problemi con la legislazione bosniaca
- Canada - Association des Éclaireurs Baden-Powell inc.  Archiviato il 28 dicembre 2007 in Internet Archive. - dimessa nel 2005
- Germania - Bund Europäischer Pfadfinder  - esclusa nel 1976 per inadempienza allo statuto federale - nel 1978 fonderà la CES - Confédération Européenne de Scoutisme
- Grecia - Soma ellinon acriton - associazione soppressa poco dopo la fondazione da una legge statale Greca
- Irlanda - Guides and Scouts of Europe – irish section - nata nel 1982 ma disciolta poco dopo
- Irlanda - Gasóga Na Heorpa Ireland - dalla metà del 2019 non più in contatto con la UIGSE
- Lussemburgo - Fédération National des Scouts et Guides Européens du Luxemburg - disciolta nel 1999
- Macedonia del Nord - Скаути на европа - Skauti na evropa - esistita nel 2014 per 6 mesi a Skopje, formata da 8 lupetti (4 maschi 4 femmine), 4 guide ranger, 1 capogruppo. Il gruppo ha chiuso quando il capo gruppo è tornato in Croazia
- Paesi Bassi - Federatie Scouting Europa Netherland  - esclusa nel 1976 per inadempienza allo statuto federale - nel 1978 fonderà la CES - Confédération Européenne de Scoutisme
- Paesi Bassi - Nederlandese Federatie Scouting Europa - disciolta nei primi anni '90
- Regno Unito - European Scout Federation UK  - esclusa nel 1976 per inadempienza allo statuto federale - nel 1978 fonderà la CES - Confédération Européenne de Scoutisme
- Russia - ORYuR; Организация Российских Юных Разведчиков - Organization of Russian Young Pathfinders ORUR  - per un periodo in contatto mai entrata a pieno titolo, non più in contatto dal 2012